# Барон Бэдлсмир
Барон Бэдлсмир (англ. Baron Badlesmere) — английский аристократический титул, существовавший в 1309—1338 годах.

## История титула
Титул барона Бэдлсмир был создан 26 октября 1309 года для Бартоломью Бэдлсмира, богатого землевладельца из Кента (к концу жизни он владел 46 манорами в восьми графствах Англии). Первый барон был казнён за участие в мятеже в 1322 году, а всё его имущество, включая титул, было конфисковано. В 1328 году сын Бартоломью Жиль стал вторым бароном Бэдлсмиром. Он умер бездетным спустя десять лет. Семейные владения были разделены между четырьмя сёстрами барона, а титул перешёл в состояние ожидания, в котором находится по сей день.
Носители титула
- Бартоломью Бэдлсмир (приблизительно 1275—1322), 1-й барон Бэдлсмир[1];
- Жиль Бэдлсмир (1314—1338), 2-й барон Бэдлсмир[4].